# Kalle Kossila
Kalle Kossila, född 14 april 1993, är en finländsk-fransk professionell ishockeyforward som är kontrakterad till NHL-organisationen Anaheim Ducks och spelar för deras primära samarbetspartner San Diego Gulls i American Hockey League (AHL). Han har tidigare spelat på lägre nivå för St. Cloud State Huskies (St. Cloud State University) i National Collegiate Athletic Association (NCAA).
Kossila blev aldrig draftad av någon NHL-organisation.

## Statistik
| 2012–2013   | St. Cloud State Huskies | NCAA        | 39  | 15 | 18  | 33  | 12 | — | — | — | — | — |
| 2013–2014   | St. Cloud State Huskies | NCAA        | 38  | 13 | 27  | 40  | 16 | — | — | — | — | — |
| 2014–2015   | St. Cloud State Huskies | NCAA        | 39  | 6  | 20  | 26  | 29 | — | — | — | — | — |
| 2015–2016   | St. Cloud State Huskies | NCAA        | 41  | 14 | 40  | 54  | 14 | — | — | — | — | — |
|             | San Diego Gulls         | AHL         | 6   | 2  | 2   | 4   | 0  | 7 | 2 | 0 | 2 | 2 |
| 2016–2017   | Anaheim Ducks           | NHL         | 1   | 0  | 0   | 0   | 0  | — | — | — | — | — |
|             | San Diego Gulls         | AHL         | 33  | 9  | 18  | 27  | 4  | — | — | — | — | — |
| NHL totalt  | NHL totalt              | NHL totalt  | 1   | 0  | 0   | 0   | 0  | — | — | — | — | — |
| AHL totalt  | AHL totalt              | AHL totalt  | 39  | 11 | 20  | 31  | 4  | 7 | 2 | 0 | 2 | 2 |
| NCAA totalt | NCAA totalt             | NCAA totalt | 157 | 48 | 105 | 153 | 71 | — | — | — | — | — |